# Sylvia Scarlett
Sylvia Scarlett (bra: Vivendo em Dúvida; prt: Sylvia Scarlett)
 é um filme estadunidense de 1935, do gênero comédia romântica, dirigido por George Cukor, estrelado por Katharine Hepburn, e coestrelado por Cary Grant, Brian Aherne e Edmund Gwenn. O roteiro de John Collier, Gladys Unger e Mortimer Offner foi baseado no romance "The Early Life and Adventures of Sylvia Scarlett" (1918), de Compton Mackenzie.
A trama retrata a história de uma mulher vigarista que se disfarça de homem para escapar da polícia. O sucesso do subterfúgio da personagem se deve, em grande parte, à habilidosa transformação realizada por Mel Berns, que era o maquiador da RKO Pictures.
Este foi o primeiro dos quatro filmes que Hepburn e Grant coestrelaram juntos, notório por ser uma das produções mais mal sucedidas da década de 1930.
A produção marcou o último trabalho cinematográfico de Lennox Pawle, que faleceu dois meses após o lançamento do filme, de hemorragia intracerebral.

## Sinopse
Na França, Henry Scarlett (Edmund Gwenn) está preocupado com suas dívidas de jogo e decide deixar o país discretamente, mas pretende partir sozinho para evitar levantar suspeitas ao viajar com sua filha Sylvia (Katharine Hepburn), uma jovem mulher. A moça decide acompanhá-lo, mas, querendo garantir segurança e praticidade para eles, disfarça-se como um homem chamado Sylvester. Juntos, eles se envolvem em situações criminosas e comprometedoras ao lado de Jimmy Monkley (Cary Grant), um contrabandista que conhecem a caminho de Londres.

## Elenco
- Katharine Hepburn como Sylvia Scarlett / Sylvester Scarlett
- Cary Grant como Jimmy Monkley
- Brian Aherne como Michael Fane
- Edmund Gwenn como Henry Scarlett

Não-creditados
- Natalie Paley como Lily[a]
- Dennie Moore como Maudie Tilt
- Harold Cheevers como Bobby
- Lennox Pawle como Bêbado

## Produção
As cenas externas do filme foram gravadas em Laurel Canyon, em Los Angeles. Além disso, a costa da Califórnia ao norte de Malibu também serviu como locação.
Inicialmente, George Cukor queria que Evelyn Waugh escrevesse o roteiro, porém acabou contratando o romancista britânico John Collier. Após a conclusão do rascunho da história, Cukor escalou Gladys Unger e Mortimer Offner para suavizar as conotações sexuais presentes no enredo e escrever um prólogo de dez minutos, além de formular um final de quinze minutos que tornasse Sylvia uma personagem mais simpática e compreensível.
A interpretação de Cary Grant como um contrabandista cativante inclui o uso do sotaque londrino cockney, e é considerada a primeira vez em que sua personalidade famosa começou a se destacar nas telas. Ele utilizou o sotaque em apenas alguns outros filmes, notavelmente "Gunga Din" (1939), "Mr. Lucky" (1943), e "None but the Lonely Heart" (1944). No entanto, o sotaque cockney não era o sotaque original de Grant. Ele nasceu e cresceu em Bristol, que tem um sotaque muito diferente do sotaque de Londres, onde ele viveu menos de dois anos na adolescência enquanto trabalhava com uma trupe de vaudeville. Aos dezesseis anos, nos Estados Unidos, ele começou a tentar soar mais estadunidense para ampliar a variedade de papéis teatrais para os quais poderia ser escalado, uma década antes de aparecer em um filme falado de Hollywood.

## Recepção
Cary Grant recebeu um salário de US$ 15.000, enquanto Katharine Hepburn recebeu US$ 50.000 e negociou uma grande porcentagem dos lucros do filme. A produção, que era um projeto importante para George Cukor e Hepburn, teve uma recepção devastadoramente negativa em sua teste de exibição, levando ambos a implorarem ao produtor Pandro S. Berman que arquivasse o filme se concordassem em fazer sua próxima produção de graça. Em uma entrevista mais recente, Hepburn mencionou que Berman, de forma brincalhona, expressou o desejo de nunca mais ter que vê-los novamente.
Dois dias antes de sua morte, Andre Sennwald, em sua crítica para o The New York Times, escreveu: "Com que precisão o romance de Compton Mackenzie foi transferido para a tela, este depoente não sabe. Mas o filme tem uma maneira confusa e desprovida de contar sua história, e que poderia facilmente ser o resultado de uma dramatização muito literal desse tipo de livro extenso". A revista Variety, em sua crítica, afirmou: "Apesar dos bons valores de produção e de algumas atuações fortes, Sylvia Scarlett não é um candidato confiável ao favor público. A história é difícil de entender. É intrigante em suas tangentes e saltos repentinos, além das falas quase poéticas que são dadas à Srta. Hepburn. Em alguns momentos, o filme beira o limite do absurdo e grande parte de seu meio é absolutamente entediante". A crítica acrescentou que "Cary Grant, interpretando um bandido inglês mesquinho com sotaque de Soho, praticamente rouba a cena".
O jornal Harrison's Reports afirmou: "O material nos dois romances, dos quais essa história supostamente foi retirada, poderia ter feito um filme excepcional. Mas foi alterado radicalmente e enfraquecido, resultando em uma comédia desinteressante. A história é forçada e um tanto desagradável. E o fato da Srta. Hepburn passar a maior parte do filme em trajes masculinos pode decepcionar seus seguidores". John Mosher, em sua crítica para a The New Yorker, foi positivo e escreveu que, apesar do papel difícil de Hepburn, o filme é "encantador, repleto do sentimento que Compton Mackenzie deu ao seu romance sobre vagabundos românticos. De fato, é essa parte do filme com Hepburn de calças que é a melhor. Quando finalmente ela veste saia e volta a ser uma garota, e uma garota apaixonada, ela se parece mais com a maioria das heroínas de cinema que conhecemos, e a fantasia se desvanece em um final feliz quase superficial". O The Monthly Film Bulletin escreveu: "Um filme muito divertido. Algumas partes da história são um tanto ilógicas, mas a direção, atuação e algumas fotografias muito encantadoras o fazem parecer quase possível".
De acordo com a Turner Classic Movies, os temas de política sexual do filme estavam à frente de seu tempo, e sua recepção pública melhorou ao longo dos anos. Em 1998, Jonathan Rosenbaum, para o Chicago Reader, incluiu o filme em seu catálogo dos melhores filmes estadunidenses não incluídos na lista "100 Anos...100 Filmes", do Instituto Americano de Cinema.
O filme tornou-se principalmente conhecido por seus elementos queer, com a personagem de Hepburn continuando a se vestir de homem, mesmo depois de não ser mais necessário para o enredo, o que "confundiu e desconcertou em medidas iguais". Acredita-se que as ambiguidades sexuais e os mal-entendidos de gênero do filme foram considerados muito ousados para a época, o que fez com que o público não conseguisse apreciar o humor presente nas trocas de roupas e identidade. Isso também levou parte do público a deixas as salas de cinema que exibiam o filme, especialmente porque foi sugerido ou mostrado que tanto personagens masculinos quanto femininos estavam atraídos pela personagem de Hepburn, tanto quando ela estava vestida como um homem quanto quando estava vestida como uma mulher. Enquanto vestida em trajes femininos, Sylvia é beijada por outra mulher, já Monkley comenta que a personagem – achando ser um homem – seria "uma boa bolsa de água quente" quando estão se trocando para dormir. Ao mesmo tempo, o personagem de Brian Aherne demonstra mais interesse por Sylvia quando ela está em trajes masculinos, perdendo o interesse ao descobrir que ela é uma mulher.
Alguns argumentaram que "o gênero como um conceito separado da sexualidade ou do sexo físico só surgiria nos próximos vinte anos, então o público não tinha contexto para as roupas estranhas de Sylvia" ao longo da produção. No entanto, o filme é considerado um dos poucos da Era de Ouro de Hollywood a representar pessoas queer de forma respeitosa. Hoje em dia, ele é visto como "um monumento à impressão sáfica que Hepburn deixou em Hollywood", com o filme implicando "que Sylvia poderia permanecer como Sylvester para sempre", mesmo quando entra em um relacionamento com um homem. Por outro lado, alguns consideraram que "estes convites deliciosamente ousados são recebidos com pânico sexual e uma retirada previsível para uma expressão mais tradicional de feminilidade".

### Bilheteria
De acordo com os registros da RKO Pictures, o filme arrecadou US$ 321.000 nacionalmente e US$ 176.000 no exterior, totalizando US$ 497.000 mundialmente. A produção fez o estúdio perder dinheiro, com um prejuízo de US$ 363.000. Devido à má recepção desse filme e de suas produções seguintes, a carreira de Hepburn começou a desacelerar, levando-a a ser rotulada de "veneno de bilheteria", da qual ela eventualmente acabou se recuperando.